# Chelypus hirsti
Espèce
Synonymes
- Chelypus kalaharicus Lawrence, 1949

Chelypus hirsti est une espèce de solifuges de la famille des Hexisopodidae.

## Distribution
Cette espèce se rencontre en Afrique du Sud, au Botswana et en Namibie.

## Description
Le mâle holotype mesure 27 mm.

## Étymologie
Cette espèce est nommée en l'honneur d'Arthur Stanley Hirst.

## Publication originale
- Hewitt, 1915 : New South African Arachnida. Annals of the Natal Museum, vol. 3, p. 289-327 (texte intégral).